# Безбородько, Михаил Дмитриевич
Михаил Дмитриевич Безбородько (1917—2018) — советский и российский учёный в области пожарной безопасности, доктор технических наук, профессор Академии Государственной противопожарной службы МЧС России, инженер-полковник.
Автор более 200 научных трудов (95 — по проблемам пожарной безопасности), в том числе 9 учебников (6 — по пожарной безопасности).

## Биография
Родился 7 ноября 1917 года в Москве.
По окончании Донецкого индустриального института (в настоящее время Донецкий национальный технический университет), работал на шахте Донбасса. С началом Великой Отечественной войны, был призван в РККА и, окончив курсы по подготовке танкистов в Ленинграде, затем в Магнитогорске, был направлен в действующую армию. Прошёл боевой путь от командира танка «КВ» до заместителя начальника штаба полка тяжелой самоходной артиллерии. В 1944 году был откомандирован в Бронетанковую академию, которую с отличием окончил в 1947 году. Продолжив образование в академии, окончил адъюнктуру, остался в ней работать, занимаясь преподавательской и научно-исследовательской деятельностью. Работая в академии до 1971 года, в 1951 году защитил кандидатскую диссертацию на тему «Вязкостные свойства и поведение консистентных смазок в подшипниках качения» и в 1979 году — докторскую диссертацию по теме эксплуатации танков.
Уйдя в запас по выслуге лет, М. Д. Безбородько в 1971 году перешел на инженерный факультет Высшей инженерной пожарно-технической школы МВД СССР (в настоящее время Академия Государственной противопожарной службы МЧС России), где работал в должности профессора кафедры пожарной техники, которую возглавлял с 1975 по 1984 год. Подготовил 40 кандидатов технических наук.
Умер 28 февраля 2018 года в Москве.
Награждён орденом Отечественной войны 2-й степени, двумя орденами Красной Звезды и орденом Знак Почёта, а также многими медалями, в том числе иностранными: Венгрии, Польши, Чехословакии. Удостоен звания «Заслуженный деятель науки Российской Федерации» (1996).